# غيورفي موتاي
غيورفي كيبرونو موتاي (بالإنجليزية: Geoffrey Mutai) (ولد 7 أكتوبر 1981 في مومبيرس، مديرية كويباتيك) وهو عداء لمسافات طويلة كيني متخصص في منافسات الركض على الطرق. بتاريخ 18 أبريل 2011 في ماراثون بوسطن ركض موتاي بأسرع وقت سجل من أي وقت مضى في زمن بلغ 2 ساعة 3 دقائق وثانيتان (بوتيرة 4:42 للميل الواحد).

## روابط خارجية
- غيورفي موتاي على موقع الاتحاد الدولي لألعاب القوى (الإنجليزية)